# Isabel Pagan
Isabel Pagan (c. 1740 - 1821) est une poétesse écossaise de l'époque romantique, le Romantisme.

## Sa vie
Isobel Pagan est née en 1741, à un peu plus de 6 km de Nith-head, dans la paroisse de New Cumnock, où elle a vécu jusqu'à l'âge de 14 ans. Avec un pied déformé de naissance, elle boîte. Elle est également atteinte de strabisme et présente une grosse tumeur sur le côté. Inapte au travail trop dur, elle s'installe dans une maisonnette bucoliquement située sur les rives de la « Garpel water », où elle vit en ouvrant sa maison à ceux qui veulent écouter ses récits et ses chansons, en faisant un « pub », un lieu de rencontres non officiel où le whisky et les boissons fortes sont servis dans une atmosphère conviviale. Elle prend l'habitude de se moquer des gens qui l'ont fait souffrir. Isabel se fait remarquer par son esprit sarcastique et sa maîtrise de la chanson, souvent de ses compositions. Les aristocrates l'apprécient particulièrement pour son humour et ses chants, à la saison de la chasse. N'étant pas mariée, elle a un garçon d'un dénommé Campbell qui l'a  abandonnée la veille de son mariage. Comme elle ne sait pas écrire, le tailleur local, Gemmell, prend note de ses créations. Connue sous le nom de Tibbie pour ses amis, elle meurt à la fin de l'année 1821 dans sa 80e année. Elle est enterrée dans le cimetière de Muirkirk où une pierre tombale marque l'emplacement de sa sépulture. 
Elle est surnommée la « poétesse de la classe laborieuse » ((en) Working class poet), à l'image de Christian Milne.

## Écrits
Son seul recueil de poèmes, A collection of Poems and Songs, est publié à Glasgow en 1805.
Quelques-uns de ses poèmes :
- Ca' the Ewes to the Knowes
- The Crook and Plaid
- Account of the Author's Lifetime
- A New Love Song, with the Answer
- The Answer
- On Burns and Ramsay
- A Letter
- The Spinning Wheel
- A Love Letter
- Muirkirk Light Weights